# Stars Earn Stripes
Stars Earn Stripes (« Des Stars gagnent des galons ») est un programme de télé-réalité qui a débuté le 13 août 2012 sur NBC. Le show suit un groupe de célébrités, accompagnées de membres des forces armées américaines, qui doivent effectuer différentes épreuves basées sur les exercices d'entrainement utilisées par l'armée. Chaque candidat joue pour une organisation caritative et ses gains vont à une association d'entraide militaire. L'émission est présentée par l'ancien commandant suprême des forces alliées de l'OTAN et ancien prétendant à l'investiture démocrate pour l’élection présidentielle américaine de 2004 Wesley Clark et l'ancienne coprésentatrice de Dancing with the Stars Samantha Harris.

## Participants
Les huit participants de cette première saison ont été annoncés en juin 2012. Ce sont :
- l'acteur Dean Cain
- le participant à l'émission de télé-réalité The Biggest Loser, Dolvet Quince
- la diva de la WWE Eve Torres
- l'ex-boxeuse, présentatrice télé Laila Ali, fille de Mohamed Ali
- l'acteur et chanteur Nick Lachey
- la championne olympique de ski Picabo Street
- l'acteur, ex-joueur de  football américain Terry Crews
- le mari de l'ex-gouverneur de l'Alaska Sarah Palin, Todd Palin.

Chacun d'entre eux fait équipe avec un professionnel qui l’entraîne au maniement des armes et aux tactiques de combat, pris dans les différents corps constituant l'armée américaine : 
- Brent Gleeson (Navy Seal)
- Dale Comstock (Delta Force)
- Chris Kyle (Navy)
- Talon Smith (Navy)
- JW Cortez (NYPD / Marine)
- Andrew McLaren (Marine)
- Grady Powell (Bérets verts)
- Tom Stroup (SWAT).

## Controverse
Le 13 août 2012, neuf lauréats du prix Nobel de la paix (Desmond Tutu, Jody Williams, Mairead Maguire, Betty Williams, José Ramos-Horta, Adolfo Perez Esquivel, Rigoberta Menchu Tum, et Shirin Ebadi) ont signé une lettre ouverte à Robert Greenblatt, président de NBC, l'appelant à cesser la diffusion de l'émission qui essaye « d'une certaine façon d'aseptiser la guerre en l'assimilant à une compétition sportive. […] La vraie guerre est infiniment mortelle. Les gens — militaires, civils — meurent d'une façon qui n'a rien de divertissant ». NBC s'est défendu de glorifier la guerre. « Ce n'est pas une glorification de la guerre, mais une glorification des militaires », a insisté la chaîne dans un communiqué,,.